# Desaparición de Maura Murray
Maura Murray (Hanson, Massachusetts; 4 de mayo de 1982) era una joven estadounidense de 21 años que desapareció la noche del 9 de febrero de 2004, después de un accidente automovilístico en la Ruta 112, en la localidad de Woodsville (Nuevo Hampshire). En el momento de su desaparición, estudiaba su tercer año de enfermería en la Universidad de Massachusetts Amherst.
El lunes 9 de febrero, antes de abandonar el campus universitario, envió un correo electrónico a sus profesores y al supervisor de su trabajo, explicándoles que se iba a ausentar una semana debido al fallecimiento de un familiar. Según declararía su familia, no había habido ningún fallecimiento recientemente, por lo que era algo falso. A las 19:27 horas de la tarde, una mujer denunció un accidente automovilístico en la Ruta 112, muy próximo a su domicilio. Un automovilista que pasaba y que también vivía cerca se detuvo en el lugar y le preguntó a la mujer que conducía el automóvil si necesitaba ayuda; ella se negó, alegando haber llamado a la asistencia en carretera. Al llegar a casa varios minutos después, el automovilista informó el accidente a los servicios de emergencia. Apenas veinte minutos después de la denuncia telefónica, la policía se presentó en el lugar de los hechos, pero la joven accidentada ya no se encontraba allí.
La policía rastreó el vehículo hasta dar con la identidad de Maura Murray, e inicialmente la trataron como una persona desaparecida con la creencia de que podría haber querido desaparecer voluntariamente. Esta especulación se basó en sus preparativos de viaje (acerca de los cuales no había confiado nada a sus amigos o familiares) y ninguna evidencia obvia de juego sucio. En 2009, el caso de Murray fue entregado a la división de casos sin resolver de Nuevo Hampshire, y las autoridades lo están manejando como un caso "sospechoso" de personas desaparecidas.
En los años posteriores a la desaparición de Murray, su caso recibiría atención de medios como 20/20 y Disappeared, y también generaría especulaciones significativas en foros de Internet, con teorías que iban desde el secuestro hasta la desaparición voluntaria. En 2017, el caso fue objeto de una serie documental en el canal Oxygen, que describía su desaparición como el "primer misterio del crimen de la red social”, pues se había producido pocos días después de lanzarse Facebook.

## Biografía
Maura Murray nació el 4 de mayo de 1982 en la población de Hanson, en el estado de Massachusetts, siendo el cuarto hijo de Frederick "Fred" y Laurie Murray. Fue criada en un hogar católico irlandés. Cuando tenía seis años, sus padres se divorciaron, después de lo cual Maura vivió principalmente con su madre.
Murray se graduó en la Whitman-Hanson Regional High School, donde fue una atleta estrella en el equipo de atletismo de la escuela. Llegó a ser aceptada en la Academia Militar de los Estados Unidos en West Point, donde estudió ingeniería química un período de tres semestres. Tras su primer año, se trasladó a la Universidad de Massachusetts Amherst para estudiar enfermería. Murray había tenido una pequeña denuncia por robar maquillaje de una tienda, valorado en menos de 5 dólares, que le valió un expediente en su cartilla de entrenamiento, lo que resultó en una violación del código de honor. A Murray se le permitió salir de West Point sin ser expulsada oficialmente, lo que le permitió transferirse al programa de enfermería UMass Amherst.
En noviembre de 2003, tres meses antes de su desaparición, Murray admitió haber usado una tarjeta de crédito robada para pedir comida de varios restaurantes, incluido uno en Hadley (Massachusetts). El cargo continuó en diciembre para ser desestimado después de un buen comportamiento de tres meses.
En la noche del 5 de febrero de 2004, Murray habló por teléfono con su hermana mayor, Kathleen, mientras estaba de servicio en su trabajo de seguridad en el campus. Discutieron los problemas de relación de Kathleen con su prometido. Alrededor de las 22:30 horas de la noche, mientras todavía estaba en su turno, Murray se echó a llorar. Cuando su supervisor llegó a su escritorio, Murray estaba "completamente apagada. Ninguna reacción en absoluto. Ella no respondía". El supervisor acompañó a Murray de regreso a su dormitorio alrededor de la 1:20 de la madrugada. Cuando se le preguntó por qué estaba mal, Murray dijo dos palabras: "Mi hermana". El contenido de esta llamada permaneció desconocida hasta 2017, cuando Kathleen explicó públicamente la conversación. Kathleen era una alcohólica en rehabilitación, había sido dada de alta de una clínica de rehabilitación esa misma noche, y de camino a casa, su prometido la llevó a una licorería, lo que causó un colapso emocional.
El sábado 7 de febrero, el padre de Murray, Fred, llegó a Amherst. Dijo a los investigadores que él y Murray fueron de compras esa tarde y luego fueron a cenar con un amigo de su hija. Murray dejó a su padre en la habitación de su motel y, tomando prestado su Toyota Corolla, regresó al campus para asistir a una fiesta. Ella llegó a las 22:30 de la noche. Cuatro horas más tarde, a las 2:30 de la madrugada del domingo 8 de febrero, Murray dejó la fiesta. A las 3:30, en el camino hacia el motel de su padre, golpeó una barandilla en la Ruta 9 en Hadley, causando daños por valor de casi 10.000 dólares en el automóvil de su padre. El oficial que respondió escribió un informe de accidente, pero no hay documentación ni pruebas sobre si se encontraba ebria. Murray fue conducida al motel de su padre y permaneció en su habitación el resto de la mañana. A las 4:49 de la mañana, hizo una llamada telefónica desde el teléfono de Fred. La persona receptora y el contenido de la llamada no se dieron a conocer.
Más tarde, el domingo por la mañana, Fred Murray se enteró de que el daño a su vehículo estaría cubierto por su seguro de coche. Alquiló otro, dejó a Murray en la universidad y se fue a Connecticut. A las 23:30 de la noche, Fred llamó a su hija para recordarle que obtuviera formularios de accidentes del Registro de Vehículos Motorizados. Acordaron volver a hablar al día siguiente por la noche para discutir el procedimiento y completar el reclamo del seguro por teléfono.

## Últimas horas y desaparición

### Preparativos
Tras pasar la medianoche del lunes 9 de febrero, Murray usó su ordenador personal para buscar en el programa de mapeo web MapQuest las distancias hasta los Berkshires, una región montañosa localizada en el oeste de los estados estadounidenses de Massachusetts y Connecticut, y el municipio de Burlington en Vermont. El primer contacto informado que Murray tuvo con alguien el 9 de febrero fue a la una de la madrugada, cuando le envió un correo electrónico a su novio. "Recibí tus mensajes, pero sinceramente, no tenía ganas de hablar con nadie. Prometo llamar hoy". También hizo una llamada telefónica para preguntar sobre el alquiler de un condominio en la misma asociación de condominios de Bartlett (Nuevo Hampshire), con la que su familia había estado de vacaciones en el pasado. Dichos registros telefónicos indican que la llamada duró tres minutos. El propietario no alquiló finalmente el condominio a Murray. A las 1:13 de la mañana, Murray llamó a un compañero de enfermería por razones no aclaradas.
A la 1:24, Murray envió un correo electrónico a un supervisor de trabajo de la facultad de la escuela de enfermería avisándole de que estaría fuera de la ciudad durante una semana debido a la muerte de un familiar, cosa que, como corroboró sus familiares, era falso. También dijo que contactaría con él cuando regresara. A las 2:05 horas, Murray llamó a un número que proporcionaba información registrada sobre la reserva de hoteles en Stowe (Vermont). La llamada duró aproximadamente cinco minutos. A las 2:18, telefoneó a su novio y tras no poder hablar con él, dejó un mensaje de voz prometiéndole que hablarían más tarde.
En su automóvil, Murray empacó ropa, artículos de tocador, libros de texto universitarios y píldoras anticonceptivas. Cuando su habitación fue registrada más tarde, la policía del campus descubrió la mayoría de sus pertenencias empacadas en cajas y los cuadros y adornos de la papel descolgados. No quedó claro si Murray los empacó ese día, pero la policía en ese momento afirmó que había tenido que ocurrir entre el domingo por la noche y el lunes por la mañana. Alrededor de las 15:30 horas de la tarde, Murray condujo fuera del campus en su Saturn sedán negro de 1996. No acudió a sus clases al suspenderse estas por una fuerte tormenta de nieve.
A las 15:40 horas, Murray retiró 280 dólares de un cajero automático. Imágenes de circuito cerrado del mismo mostraban que estaba sola cuando procedió a la operación bancaria. En una licorería cercana, Murray compró alrededor de 40 dólares en bebidas alcohólicas, incluyendo Baileys Irish Cream, vodka, Kahlúa y una caja de vino Franzia. También las imágenes del establecimiento confirmaron que se encontraba sola cuando realizó las compras. En algún momento del día, también recogió formularios de informes de accidentes del Registro de Vehículos Motorizados de Massachusetts por el accidente al Toyota de su padre.
En un momento indeterminado, entre las 16 y 17 horas de la tarde, Murray abandonó Amherst, presumiblemente por la Interestatal 91 norte. Llamó para revisar su correo de voz a las 16:37 horas, siendo la última actividad registrada de su móvil. Hasta la fecha no hay indicios de que informase a nadie sobre su destino, ni tampoco hay evidencias de que hubiera uno exacto.

### Desaparición

#### 19:27 horas - Reporte de accidente de tráfico

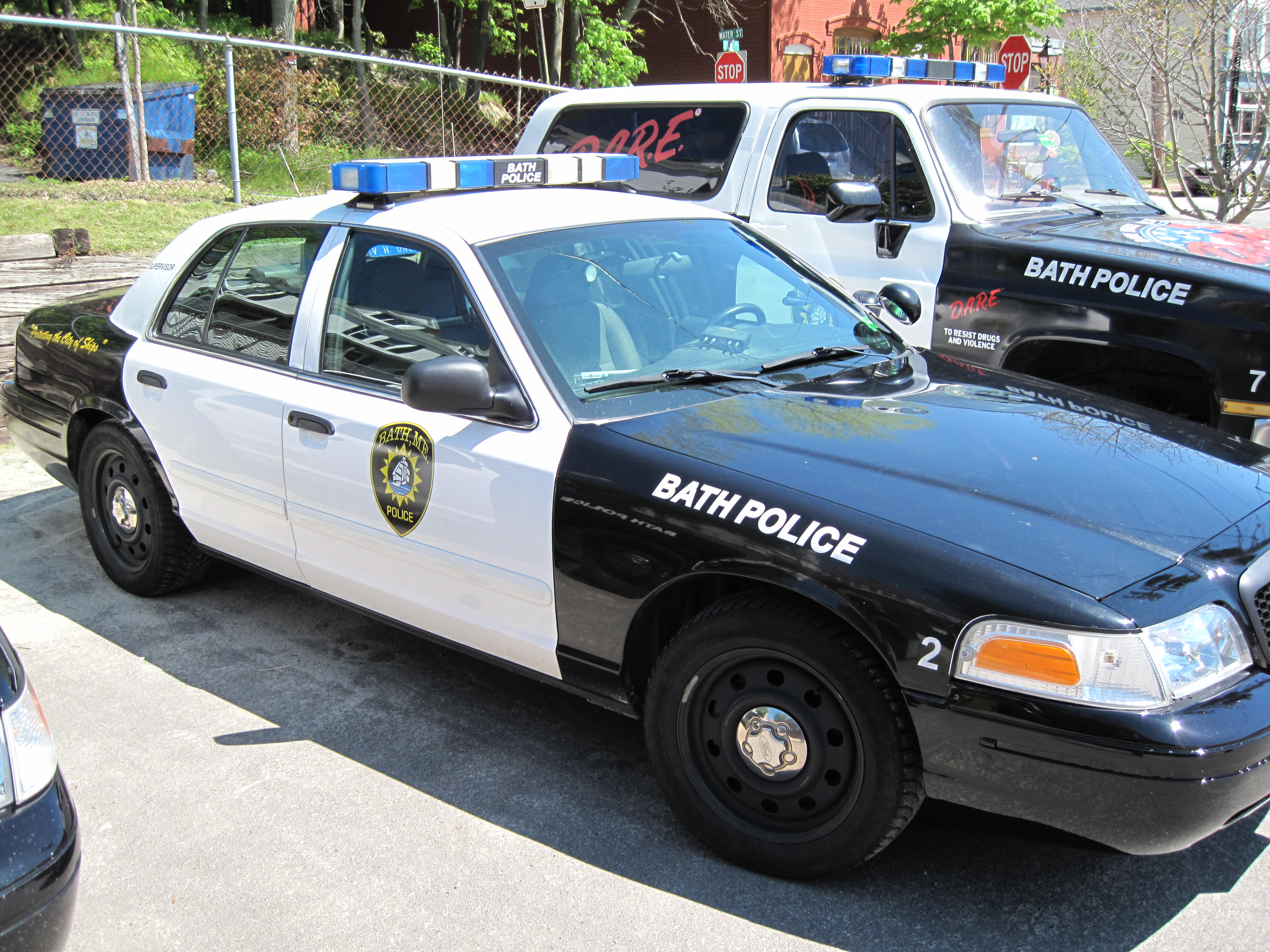
Ford Crown Victoria

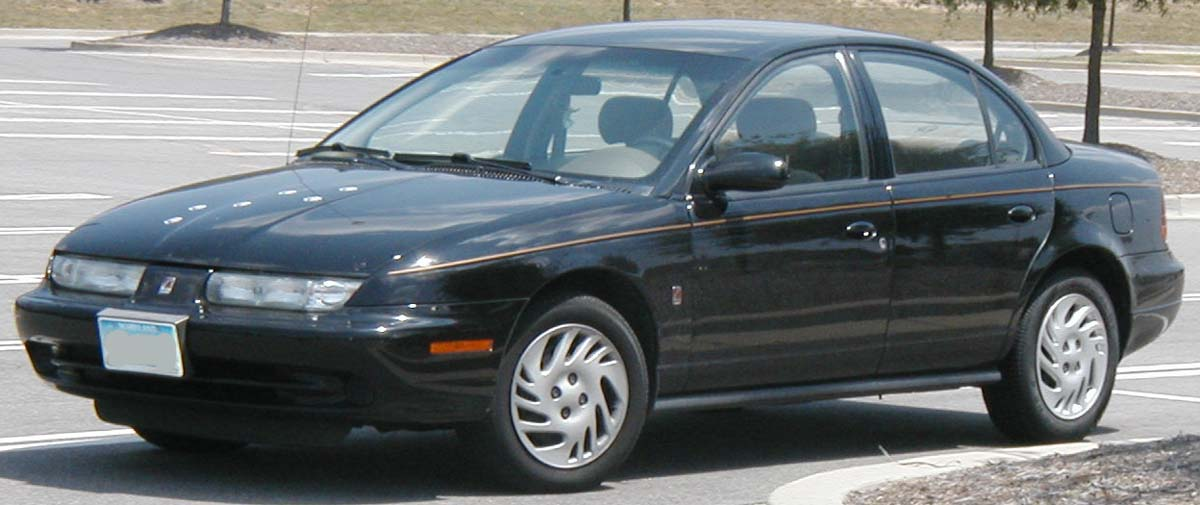
Un Saturn sedán negro de segunda generación, idéntico al que conducía Murray.

Algún tiempo después de las 19 horas de la tarde, una residente de Woodsville, New Hampshire escuchó un fuerte golpe fuera de su casa. A través de su ventana, pudo ver un automóvil que se había salido de la calzada y había impactado contra el banco de nieve a lo largo de la Ruta 112, también conocida como Wild Ammonoosuc Road. El vehículo apuntaba hacia el oeste en el lado este de la carretera. Ella telefoneó al Departamento del Sheriff del condado de Grafton a las 19:27 horas para reportar el accidente. Según el registro del 911, la mujer afirmó haber visto a un hombre fumando un cigarrillo dentro del automóvil. Sin embargo, más tarde declaró que no había visto a un hombre ni a una persona fumando un cigarrillo, sino que había visto lo que parecía ser una luz roja que brillaba desde el interior del automóvil, posiblemente la de un teléfono móvil. Aproximadamente al mismo tiempo, otro vecino vio el auto y alguien caminando alrededor del vehículo.
Hubo un tercer testigo del accidente, un conductor de autobús escolar que regresaba a casa de realizar su ruta. Notó que la joven no estaba sangrando o visiblemente herida, sino fría y temblando. Se ofreció a llamar por teléfono para pedir ayuda. Ella le pidió que no llamara a la policía (un informe policial dice "suplicado") y le aseguró que ya había llamado a la Asociación Estadounidense del Automóvil, si bien estos no tuvieron constancia de dicha llamada. Sabiendo que no había cobertura en el área, el conductor del autobús continuó hasta su casa y llamó a la policía. Su llamada fue recibida por el Departamento del Sheriff a las 19:43 horas. No pudo ver el auto de Murray mientras hacía la llamada, pero notó que varios vehículos pasaban por la carretera antes de que llegara la policía. Otro residente local que conducía a su casa desde el trabajo afirma que pasó por la escena alrededor de las 19:37 horas y vio un vehículo SUV de la policía estacionado cara a cara con el automóvil de Murray. Se detuvo brevemente pero no vio a nadie dentro o fuera de los vehículos, y decidió continuar en casa. La afirmación de este testigo contradice el registro policial oficial, que llegó nueve minutos después.

#### 19:46 horas - Llegada de la policía al lugar del accidente
Según el registro policial oficial, a las 19:46 horas, un oficial de policía de Haverhill llegó al lugar. Registró la zona pero no encontró a nadie dentro del Saturn sedán ni en sus alrededores. El coche había impactado contra un árbol por el lado del conductor, había dañado severamente las luces delanteras y el radiador se había desplazado hacia el ventilador, lo que hacía imposible que el coche arrancara de nuevo. El parabrisas del automóvil estaba roto en el lado del conductor y ambos airbags se habían accionado. Las puertas estaban cerradas.
En el interior del vehículo como en los alrededores del coche se descubrieron manchas rojas que parecían ser vino tinto. Dentro del coche, el oficial encontró una botella de cerveza vacía y una caja dañada de vino Franzia en el asiento trasero. Además, encontró una tarjeta de la Asociación Estadounidense del Automóvil emitida a nombre de Murray, formularios de informe de accidentes en blanco, guantes, CDs, maquillaje, joyas, dos juegos de instrucciones de manejo de MapQuest para Vermont, el animal de peluche favorito de Murray y un libro sobre montañismo. Faltaban la tarjeta de débito, las tarjetas de crédito y el teléfono móvil de Murray, ninguno de los cuales fue localizado o utilizado desde su desaparición. Más tarde, la policía informó que también faltaban algunas de las botellas de licor comprado.
El periodista Joe McGee resumió el incidente: "En una curva cerrada, se salió de la carretera. Su automóvil golpeó un árbol. En ese momento, apareció una persona que conducía un autobús. Era un vecino. Él le preguntó si necesitaba ayuda. Ella se negó. Aproximadamente 10 minutos después, la policía apareció en la escena y Maura Murray se fue".

#### 20-21:30 horas - Últimas horas y limpieza del lugar del accidente
Entre las 20:00 y las 20:30 horas, un contratista que regresaba a casa desde Franconia dijo ver a un joven moverse rápidamente a pie hacia el este por la Ruta 112, a unos 6 u 8 km al este de donde se descubrió el vehículo de Murray. Observó que el joven llevaba jeans, un abrigo oscuro y una capucha de color claro. No lo denunció a la policía de inmediato debido a su propia confusión de las fechas. Sólo descubrió tres meses después, al revisar sus registros de trabajo, que había visto al joven la misma noche que Murray desapareció.
El oficial que respondió y el conductor del autobús recorrieron el área buscando a Murray. Justo antes de las 20 horas, un equipo de emergencias y de bomberos llegaron para limpiar la escena. Aproximadamente a las 20:30, el oficial que respondió al aviso abandonó el lugar. A las 20:49 horas, el automóvil ya había sido remolcado a un garaje. Un trapo que se cree que fue parte del equipo de emergencia en carretera de Murray fue descubierto metido en la tubería del silenciador del Saturn. Las autoridades sólo se referirían a Murray como "desaparecida" al día siguiente, casi veinticuatro horas después de su último avistamiento.

## Búsqueda de Maura Murray

### Investigación inicial: 2004-2005

#### Febrero – junio de 2004
A las 12:36 horas del día siguiente, martes 10 de febrero, se emitió un informe de búsqueda para Murray. Según los informes, llevaba un abrigo oscuro, jeans y una mochila negra. Se dejó un mensaje de voz en el contestador automático de Fred Murray a las 15:20 horas indicando que su automóvil había sido encontrado abandonado. Estaba trabajando fuera del estado y no recibió esta llamada. A las 17 horas de la tarde, la hermana mayor de Murray contactó a su padre para contarle la situación. Luego contactó al Departamento de Policía de Haverhill y le dijeron que, si a la mañana siguiente no se informaba que Murray estaba a salvo, el Departamento de Pesca y Caza de New Hampshire comenzaría una búsqueda. A las 17:17 horas, Murray fue referido por primera vez como "desaparecida" por la policía de Haverhill.
El 11 de febrero, el padre de Murray llegó antes del amanecer en Haverhill. A las 8 de la mañana, el Departamento de Pesca de Nuevo Hampshire, los Murray y otros comenzaron a buscar. Un perro policía rastreó el olor de uno de los guantes de Murray, varios metros al este de donde se había descubierto el vehículo, pero perdió el olor. Esto sugirió a la policía que había abandonado la zona en otro automóvil. A las 17 horas, el novio de Murray y sus padres llegaron a Haverhill. Fue interrogado en privado, y luego se le unieron sus padres para interrogarlo. A las 19 horas, la policía dijo que creía que Murray había llegado a la zona ya sea corriendo o para suicidarse. Su familia creía que esto era poco probable.
El novio de Murray había apagado su teléfono celular durante su vuelo a Haverhill. En algún momento, recibió un mensaje de voz que creía que era el sonido de los sollozos de Murray. La llamada se remonta a una tarjeta telefónica emitida a la Cruz Roja Americana.
El 12 de febrero, el padre y el novio de Murray realizaron una conferencia de prensa nocturna en Belén (Nuevo Hampshire), y al día siguiente se hizo la primera cobertura de prensa. A las 15:05 horas, la policía informó que Murray podría dirigirse a la zona de la autopista Kancamagus y que "estaba en peligro, con posibilidad de tener pensamientos suicidas". El informe policial también indicó que Murray pudiera haber abandonado el lugar del accidente de su vehículo en estado de embriaguez, algo que no confirmó el conductor del autobús que la ayudó. El jefe de policía de Haverhill dijo que "nuestra preocupación es que esté molesta [por el accidente del coche] o se suicide".
Una semana después de la desaparición de Murray, su padre y su novio fueron entrevistados por el programa matinal de la CNN American Morning. La familia de Murray amplió su búsqueda en Vermont, consternada porque las autoridades allí no habían sido informadas de su desaparición.
Aunque los casos de personas desaparecidas normalmente son manejados por la policía local y estatal, el FBI se unió a la investigación diez días después de su desaparición. El FBI entrevistó a la familia de Massachusetts, y el jefe de policía de Haverhill anunció que la búsqueda ahora era a nivel nacional. Diez días después de su desaparición, el Departamento de Pesca de Nuevo Hampshire realizó una segunda batida por tierra y aire, utilizando un helicóptero con una cámara termográfica, y con el uso de perros rastreadores. La hermana mayor de Murray descubrió el 26 de febrero un par de ropa interior de mujer blanca rasgada en la nieve en un sendero aislado cerca de French Pond Road, pero las pruebas de ADN confirmaron que no pertenecía a Murray.
A finales de febrero, la policía devolvió los artículos encontrados en el vehículo de Murray a su familia. El 2 de marzo, la familia salió de su motel, agotada por la búsqueda. Fred Murray regresó casi todos los fines de semana para continuar buscando. En abril, la policía de Haverhill informó sobre las denuncias de intrusión en una propiedad privada. La desaparición en marzo de 2004 de Brianna Maitland en la ciudad de Montgomery (Vermont), a 110 km del último avistamiento de Murray en Woodsville, hizo que los medios comenzaran a comparar ambos casos y a que la policía sospechara inicialmente en un hilo que vinculase ambas desapariciones. Sin embargo, la policía estatal desechó tal hipótesis.
En abril y en junio, la policía de Nuevo Hampshire y Vermont desestimaron cualquier conexión entre el caso de Murray y el de Maitland. En un comunicado de prensa, declararon que creían que "Maura se dirigía a un destino desconocido y puede haber aceptado un viaje para continuar a ese lugar", y agregaron que no habían descubierto evidencia de que se hubiera cometido un delito. Descartaron la posibilidad de que un asesino en serie estuviera involucrado.

#### Julio de 2004 - diciembre de 2005
El 1 de julio, la policía reclamó a la familia de Murray los elementos encontrados en el vehículo para su análisis forense. El 13 de julio, una nueva búsqueda de voluntarios se desarrolló en un entorno cercano al lugar de la posible desaparición, con nuevas partidas de policías estatales de apoyo. Fue la cuarta búsqueda alrededor del área del accidente y la primera sin nieve. Las autoridades estaban más interesadas en localizar la mochila negra que Murray tenía en su poder, pues no se encontraba en su automóvil. La policía declaró que la búsqueda no dejó "nada concluyente".
A fines de 2004, un hombre supuestamente le dio al padre de Murray un cuchillo oxidado y manchado que pertenecía al hermano del hombre, que tenía un pasado criminal y vivía a menos de una milla de donde se descubrió el automóvil. Se decía que su hermano y la novia de este habían actuado de manera extraña después de la desaparición de la chica, y el hermano del hombre afirmó que creía que el cuchillo había sido usado para matar a Murray. Varios días después de que el cuchillo fue entregado al padre de Murray, el hermano del hombre supuestamente desechó su Volvo. Miembros de la familia del hombre que entregó el cuchillo afirmaron que había inventado la historia para obtener dinero de recompensa en la investigación, y que tenía antecedentes de consumo de drogas.
En 2005, Fred Murray solicitó ayuda al gobernador del estado de Nuevo Hampshire, Craig Benson, y apareció en The Montel Williams Show en noviembre de 2004 para dar a conocer el caso. El 9 de febrero de 2005, en el primer aniversario de la desaparición de Murray, se celebró un servicio donde se encontró el automóvil, y su padre se reunió brevemente con el sucesor de Benson en el cargo, John H. Lynch.
A finales de 2005, Fred Murray presentó una demanda contra varias agencias de aplicación de la ley, con el objetivo de ver los archivos del caso. El 1 de noviembre de 2005, un usuario llamado "Tom Davies" inició sesión en un blog en línea que se dedicaba a discutir la desaparición de Murray, y afirmó haber visto una mochila negra, posiblemente la de la joven, detrás de un baño en Pemigewasset Overlook, a 48 km de Woodsville. El fiscal general adjunto principal Jeffery Strelzin declaró que las fuerzas del orden "conocían la mochila", pero no revelaron si se había tomado para pruebas forenses.

### Búsquedas posteriores: 2006–2010
La Liga de Investigadores de New Hampshire, diez policías retirados y detectives, y la Fundación Molly Bish comenzaron a trabajar en el caso en 2006. Tom Shamshak, exjefe de policía y miembro del Colegio de detectives de Massachusetts expresó que la desaparición de Maura es "algo más que un simple caso de persona desaparecida. Algo siniestro podría haber sucedido aquí". El grupo Arkansas Let's Bring Them Home ofreció una recompensa de 75.000 dólares en 2007 por información que podría resolver su desaparición.
En octubre de 2006, los voluntarios realizaron una búsqueda de dos días a unas pocas millas de donde se encontró el automóvil de Murray. En el armario de una casa a aproximadamente 1,6 km. del lugar del accidente, los perros rastreadores supuestamente se volvieron "locos", posiblemente identificando la presencia de restos humanos. La casa había sido anteriormente la residencia del hombre implicado por su hermano, quien le había dado a Fred Murray el cuchillo oxidado en 2004. Se envió una muestra de alfombra de la casa a la Policía Estatal de Nuevo Hampshire, pero los resultados nunca fueron hechos públicos. En julio de 2008, los voluntarios encabezaron otra búsqueda de dos días a través de áreas boscosas en Haverhill. El grupo estaba formado por equipos de perros e investigadores privados con licencia.
El caso de Murray fue uno de los muchos citados por los defensores de una unidad de casos fríos en todo el estado para Nuevo Hampshire en 2009. Su caso fue agregado posteriormente a la unidad de casos fríos recientemente establecida más tarde ese año. En 2010, Fred Murray criticó públicamente la investigación policial por considerar la desaparición como un caso de personas desaparecidas y no como un asunto penal, y pidió al FBI que se uniera a la investigación. En febrero de 2009, Jeffery Strelzin aseveró que la investigación seguía activa. "No sabemos si Maura es una víctima, pero el estado la trata como un posible homicidio. Puede ser un caso de personas desaparecidas, pero está siendo manejado como una investigación criminal".

### Desarrollos adicionales: 2011-2019
A principios de 2012, los investigadores del caso comenzaron a tomar nota de un usuario de YouTube llamado "112dirtbag", que publicó una serie de vídeos en línea que algunos creían que contenían pistas crípticas sobre la desaparición de Murray. Tanto su familia como los criminólogos profesionales descartaron los vídeos como una estratagema "cruel y horrible" para llamar la atención.
En 2014, en el décimo aniversario de la desaparición de Murray, Strelzin declaró que "no hemos tenido ningún avistamiento creíble de Maura desde la noche en que desapareció". Un artículo publicado en el New York Daily News, en el aniversario de la desaparición de su hija, informó que Fred Murray creía que estaba muerta y que había sido secuestrada la noche de su desaparición.
El 9 de febrero de 2017, trece años después, Strelzin escribió en un correo electrónico a The Boston Globe expresando que el caso de Murray "sigue siendo un caso abierto con períodos de actividad y [a veces] se vuelve inactivo".
En febrero de 2019, tras quince años sin noticias de Murray, su padre reiteró su creencia de que su hija está muerta, así como sus sospechas sobre la casa cercana a la que respondieron los perros de cadáveres, afirmando: "Esa es mi hija, creo". A principios de abril, la excavación se realizó dentro del sótano de la casa. Fred Murray había querido previamente buscar en la casa, pero los propietarios no cooperaron. Tras la venta de la propiedad, sus nuevos propietarios permitieron varias búsquedas de la propiedad desde febrero. La excavación realizada a principios de abril no encontró "absolutamente nada, aparte de lo que parece ser una pieza de cerámica o tuberías viejas".

## Casos relacionados
Otros casos de personas desaparecidas en los que se vio involucrada la presencia de su automóvil abandonado han sido:
- Desaparición de Patricia Meehan, en Montana (1989).
- Desaparición de Leah Roberts, en el estado de Washington en (2000).
- Desaparición de Brianna Maitland, en Vermont en (2004).
- Desaparición de Jennifer Kesse, en Florida (2006).
- Desaparición de Brandon Swanson, en Minnesota, en (2008)
- Desaparición de Tiffany Daniels, en Florida en (2013).